# Kin no unko

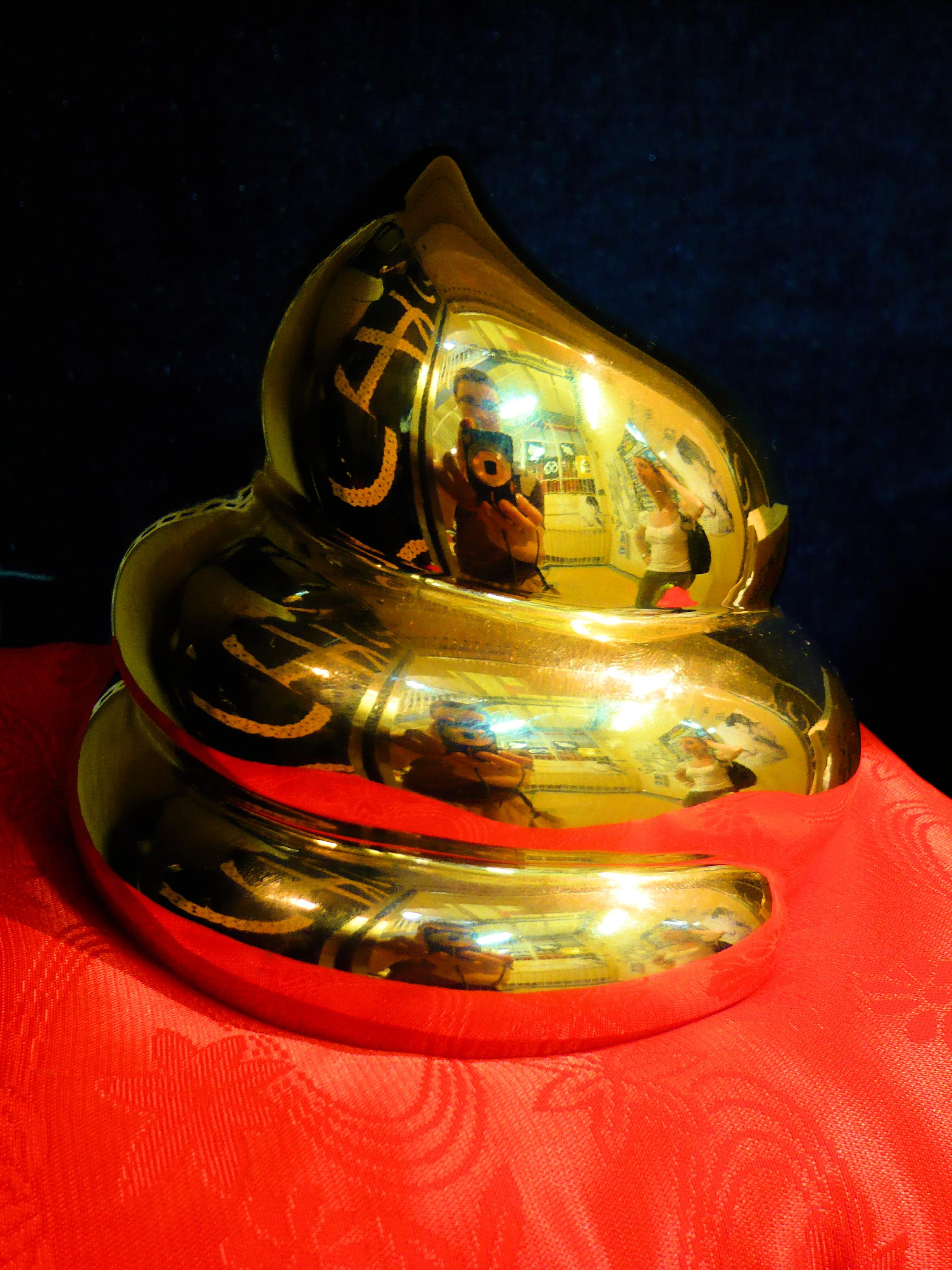
Kin no unko đang đặt trên phông nền đỏ

Kin no unko (金のうんこ) hay "cục phân vàng" là một hiện tượng văn hóa của Nhật Bản. Đây là biểu tượng của sự may mắn, vì cái tên này là kiểu chơi chữ có nghĩa là "cục phân vàng" và "may mắn" trong tiếng Nhật. Đến năm 2006, có 2,7 triệu lá bùa điện thoại di động dạng này đã được tung ra thị trường. Biểu tượng này hoặc một cái gì đó tương tự gọi là unchi, xuất hiện dưới dạng biểu tượng emoji có sẵn trên nhiều thiết bị di động hỗ trợ mở rộng Unicode được thực hiện vào mùa hè năm 2014. Lá bùa tỏ vẻ khác thường ở bên ngoài nước Nhật nhưng đã có mặt trên trang web tiếng Anh ThinkGeek. Hình trang trí ngọn lửa trên nóc tòa nhà Asahi Beer Hall ở Tokyo được gọi là Kin no unko vì sự tương đồng này. Tựa game năm 2017 The Legend of Zelda: Breath of the Wild có chứa một vật phẩm mang tên Quà tặng của Hestu, trông giống hệt Kin no unko.